# Saint-Lary, Ariège
Saint-Lary är en kommun i departementet Ariège i regionen Occitanien i södra Frankrike. Kommunen ligger  i kantonen Castillon-en-Couserans som ligger i arrondissementet Saint-Girons. År 2022 hade Saint-Lary 147 invånare.

## Befolkningsutveckling
Antalet invånare i kommunen Saint-Lary
Referens: INSEE